# RØDEマイクロフォン
RØDEマイクロフォン (ロードマイクロフォン、RØDE Microphones) は、オーストラリア ニューサウスウェールズ州シルヴァーウォーターを拠点とし、マイクロフォンとその関連製品を設計製造する企業である。
1967年、ヘンリー・フリードマンとアストリッド・フリードマンにより設立された。
そのマイクロフォンは業務用スタジオやSR/PA分野、ビデオ、フィルム、及びヴォーカル・パフォーマンスの分野で用いられている。
オーストラリア連邦科学産業研究機構の国立測量研究所との共同研究も開始した。
2006年、RØDEはアメリカのスタジオ・モニター製造企業イベント・エレクトロニクス社を買収した。
2023年12月、アメリカ合衆国の音響機器ブランド・Mackieを買収した。

## 国際展開
アメリカ合衆国では、カリフォルニア州サンタバーバラのRØDEマイクロフォンLLCが販売する。
1994年、アメリカ合衆国以外への輸出を開始した。
1998年、輸出先は31ヶ国に達し、収入の95%以上が海外販売の収入になった。
日本代理店は銀一株式会社である。

## 受賞
- 1999年、オーストラリア首相エクスポーター・オブ・ザ・イヤー賞の、エクスポーター・オブ・ザ・イヤーに指名され、「革新的な中小製造業賞」を受けた[4]。
- 2006年1月、NT2-Aスタジオ・コンデンサ・マイクロフォンによりRØDEはElectronic Musician誌のエディターズ・チョイス・アワードを獲得。[5]
- 2006年4月、ドイツのフランクフルトで開催されたムジークメッセ・インターナショナル・プレス・アワード（MIPA）に於いて、RØDEのNT2-Aマイクロフォンはワールズ・ベスト・スタジオ・マイクロフォンを獲得。[6]
- 2006年6月、RØDEのPodcasterマイクロフォンはオーストラリアン・デザイン・アワードを獲得。[7]